# Toro Toro nationalpark
Toro Toro nationalpark är en nationalpark i Bolivia.   Den ligger i departementet Potosí, i den centrala delen av landet, 120 km nordväst om huvudstaden Sucre. Toro Toro nationalpark ligger 2 542 meter över havet.